# Resolució 1278 del Consell de Seguretat de les Nacions Unides
La Resolució 1278 del Consell de Seguretat de les Nacions Unides, adoptada sense votació el 30 de novembre de 1999, observant amb pesar la renúncia del jutge de la Cort Internacional de Justícia Stephen M. Schwebel que faria efecte el 29 de febrer de 2000, el Consell va decidir que en concordança a l'Estatut de la Cort les eleccions per omplir la vacant s'efectuarien el 2 de març de 2000 en una sessió del Consell de Seguretat i durant la XXXIV sessió de l'Assemblea General.
Schwebel, un jurista estatunidenc, va ser membre de la Cort des de 1981, el seu vicepresident entre 1994 i 1997, i el seu president des de 1997. El seu període del càrrec anava a acabar al febrer de 2006.